# Бюст С. М. Будённого
Бюст Семёна Михайловича Будённого — скульптурное изображение С. М. Будённого, памятник в Ростове-на-Дону.

## История
24 апреля 1963 года Маршал Советского Союза С. М. Будённый Указом Президиума Верховного Совета СССР был награждён второй Золотой Звездой Героя Советского Союза. В соответствии с законодательством на родине дважды Героя полагалось соорудить бронзовый бюст на постаменте.
Памятник работы известного советского скульптора Е. В. Вучетича был установлен при жизни героя на Пушкинской улице лицом к Будённовскому проспекту в городе Ростове-на-Дону в 1966 году. Бюст расположен на гранитном постаменте, установленном на возвышении, образованном рельефом улицы, окружен хвойными деревьями и гранитными блоками.
4 декабря 1970 года памятник был признан объектом культурного наследия Постановлением Совета Министров РСФСР «О дополнении и частичном изменении постановления Совета Министров РСФСР от 30 августа 1960 г. № 1327 «О дальнейшем улучшении дела охраны памятников культуры в РСФСР».